# Bois-de-la-Pierre
Bois-de-la-Pierre è un comune francese di 453 abitanti situato nel dipartimento dell'Alta Garonna nella regione dell'Occitania.

## Società

### Evoluzione demografica
Abitanti censiti